# JAST USA
JAST USA（ジャスト・ユーエスエー）とは、1997年に設立された英訳アダルトゲームのライセンサー、ディストリビューターである。
最初に発売した英語版アダルトゲームは、Tiareの『さくらの季節』 (Season of the Sakura) とJASTの『三姉妹』 (Three Sisters' Story) だった。Peach Princess/G-Collectionsグループの1社である。

## 主な販売ゲーム

### JAST USA Memorial Collection
- Runaway City（日本版『迷走都市』）
- Season of the Sakura
- Three Sisters' Story

### Milky House Memorial Collection
- May Club（日本版『五月倶楽部』）
- Nocturnal Illusion（日本版『夢幻夜想曲（英語版）』）

### 他のゲーム
- Transfer Student（日本版『もんもん学園 ten.ko.sei』）
- Enzai（日本版『冤罪 eine falsche Beschuldi-gung』） - 初めて英語版が発売されたアダルトボーイズラブゲーム[3]。
- Absolute Obedience（日本版『絶対服従命令』） - アダルトボーイズラブゲーム。
- School Days（HQ版）
- SHINY DAYS
- My Girlfriend is the President（日本版『幼なじみは大統領 My girlfriend is the PRESIDENT.』）